# Ried bei Kerzers
Ried bei Kerzers là một đô thị trong huyện See, withthuộc bang Fribourg, Thụy Sĩ.
Ngày 1 tháng 1 năm 2006, Ried bei Kerzers được hợp nhất vào đô thị Agriswil.